# إسطركن بيضوي
إسطركن بيضوي (الاسم العلمي:Strychnos ovata) هو نوع من النباتات يتبع جنس الإسطركن من الفصيلة اللوغانية.